# 마사키정
마사키정(일본어: 松前町)은 일본 에히메현 이요군의 정이다. 에히메현에서 가장 인구가 많은 정이기도 하다. 시코쿠 내에서도 도쿠시마현의 아이즈미정(32,000명)에 이어 2번째로 인구가 많은 정이다.
국도 56호선, 이요 철도 군추선, JR 요산선이 지나고 있어 교통편은 매우 좋다. 이요 철도 마사키역, JR 기타이요역 등 6개 역이 입지하고 있으며 이요군에서 유일하게 바다와 접하는 항구 지역이다.

## 지리
전역이 마쓰야마 평야(도고 평야)의 남단으로 현내에서 유일하게 산이 없다. 북쪽의 마쓰야마시와는 시게노부강을 경계로 하고 있으며 서쪽으로 세토 내해의 이요나다와 접한다. 마쓰야마시와의 경계에서 시게노부강이 흐르는데 이 강은 원래 현재의 마사키정 중앙부를 동서로 흐르고 있었기 때문에 지하수가 매우 풍족하다.
옛날에는 어촌이었지만 임해부에 공장이 입지해 최근에는 마쓰야마시의 베드타운으로 택지 개발이 진행되고 있으며 이에 따라 인구도 증가 경향을 나타내고 있다. 현재의 산업 구조는 1차, 2차, 3차 산업이 균형잡혀 있다.

### 인접한 자치체
- 마쓰야마시
- 이요시
- 이요군 도베정

## 역사
- 1595년부터 1603년까지 가토 요시아키가 마사키성을 거성으로 했다. 이후 에도 시대에 대부분은 마쓰야마번의 영지였다. 남부 일부에 오즈번령이 있었다.
- 1889년 12월 15일 - 정촌제 시행으로 마사키촌, 오카다촌, 기타이요촌이 성립하였다.
- 1922년 10월 31일 - 마사키촌이 정으로 승격해 마사키정이 되었다.
- 1955년 3월 31일 - 마사키정, 오카다촌, 기타이요촌이 합병해 마사키정이 되었다.

## 산업
주요 산업은 화학 공업이 있고 지방 특색 산업으로는 해산 진미 가공업, 근교 농업 등이 있다.

## 교통

### 철도
- 이요 철도 군추선
- 시코쿠 여객철도 요산선

### 도로
- 마쓰야마 자동차도
- 국도 56호선